# Fikret Esen
Fikret Esen (* 1908 in Istanbul; † 9. Februar 1996 ebenda) war ein türkischer General, der unter anderem von 1962 bis 1966 Oberkommandierender der Gendarmerie (Jandarma) sowie 1969 Oberkommandierender des Heeres (Türk Kara Kuvvetleri) war.

## Leben
Esen absolvierte nach dem Schulbesuch die Heeresschule (Harp Okulu) und schloss diese 1928 als Fähnrich (Asteğmen) ab. 1930 war er zudem Absolvent der Artillerieschule (Topçu Sınıf Okulu) und war im Anschluss Zugführer sowie Batteriechef. 1933 begann er seine Ausbildung zum Stabsoffizier an der Heeresakademie (Harp Akademisi), die er 1936 abschloss. Daraufhin fand er zahlreiche Verwendungen als Offizier und Stabsoffizier in verschiedenen Militäreinheiten wie zum Beispiel im Hauptquartier der Allied Forces Southern Europe (AFSOUTH) der NATO in Neapel.
Nach seiner Beförderung zum Brigadegeneral (Tuğgeneral) wurde er zunächst stellvertretender Leiter der Logistikabteilung im Generalstab der Türkei sowie anschließend stellvertretender Befehlshaber der 28. Division. 1959 erfolgte seine Beförderung zum Generalmajor (Tümgeneral) und Ernennung zum stellvertretenden Kommandant der Garnison Ankara. Danach war er erneut stellvertretender Leiter der Logistikabteilung im Generalstab und dann stellvertretender Kommandierender General des VIII. Korps, ehe er zuletzt stellvertretender Kommandierender General des XV. Korps war.
Am 25. Juli 1962 wurde Esen zum Generalleutnant (Korgeneral) befördert und als Nachfolger von Generalleutnant Fahri Ogan zum Oberkommandierenden der Gendarmerie (Jandarma) ernannt. In dieser Funktion verblieb er bis zum 12. Juli 1966 und wurde dann von General Haydar Sükan abgelöst. Während dieser Zeit wurde er 1964 auch zum General (Orgeneral) befördert und übernahm am 12. Juli 1966 von General Memduh Tağmaç die Funktion des Oberbefehlshabers der aus dem VIII. und IX. Korps bestehenden 3. Armee (Üçüncü Ordu) mit Hauptquartier in Erzincan. In dieser Funktion wurde er von General Refet Ülgenalp abgelöst und übernahm selbst wiederum am 29. August 1967 von General Refik Tulga den Posten als stellvertretender Chef des Generalstabes (Genelkurmay Başkanı) der Streitkräfte (Türk Silahlı Kuvvetleri).
Zuletzt wurde General Esen am 17. März 1969 als Nachfolger von General Memduh Tağmaç Oberkommandierender des Heeres (Türk Kara Kuvvetleri). Nur fünf Monate später wurde er auf eigenen Wunsch am 30. August 1969 von dieser Aufgabe entbunden und trat in den Ruhestand. Sein Nachfolger als Oberkommandierender des Heeres wurde daraufhin General Nazmi Karakoç, der zuvor Oberbefehlshaber der 2. Armee war.
Esen, der verheiratet und Vater eines Sohnes war, wurde nach seinem Tod auf dem Karacaahmet-Friedhof (Karacaahmet Mezarlığı) in Istanbul beigesetzt.